# Plastochalcis
Plastochalcis is een geslacht van vliesvleugeligen uit de familie bronswespen (Chalcididae). De wetenschappelijke naam van dit geslacht is voor het eerst geldig gepubliceerd in 1943 door Masi.

## Soorten
Het geslacht Plastochalcis is monotypisch en omvat slechts de volgende soort:
- Plastochalcis stenogeneia Masi, 1943